# Дубров, Леонид Васильевич
Леонид Васильевич Дубров (укр. Леонід Васильович Дубров; род. 30 октября 1938, Кривой Рог, Днепропетровская область) — украинский государственный деятель, депутат Верховной рады Украины 1-го созыва (1990—1994).

## Биография
Родился 30 октября 1938 года в городе Кривой Рог в семье рабочих.
C 1954 года работал слесарем железнодорожного цеха треста «Дзержинскстрой».
С 1957 года проходил службу в рядах Советской армии, после возвращения из армии с 1960 года работал помощником машиниста паровоза, в дальнейшем окончил Днепропетровский инженерно-строительный институт по специальности «инженер-механик».
С 1966 года был инженером управления производственно-технологической комплектации треста «Дзержинскстрой», с 1967 года — главным механиком завода «Стройдеталь» треста «Дзержинскстрой».
С 1969 года являлся инструктором организационного отдела, затем заведующим промышленно-транспортным отделом Заводского райкома КП УССР, заведующим отделом строительства и городского хозяйства Днепродзержинского горкома КП УССР.
С 1976 года занимал должность председателя Днепровского районного исполкома г. Днепродзержинска, с 1978 года был директором ПО «Днепродзержинскжелезобетон», с 1988 года — первым заместителем председателя, затем председателем исполкома г. Днепрозержинска, с 1989 года занимал должность первого секретаря Днепродзержинского горкома КП УССР.
Член КПСС с 1960 года, был кандидат в члены Днепропетровского обкома КП УССР, избирался депутат городского Совета.
В 1990 году в ходе первых альтернативных парламентских выборов в Украинской ССР был выдвинут кандидатом в народные депутаты трудовым коллективом строительного объединения «Днепродзержинскжилстрой», жилищно-эксплуатационного объединения Днепровского района, избирателями поселка Романково и левобережной части Днепродзержинска. 18 марта 1990 года во втором туре был избран народным депутатом Верховного совета Украинской ССР XII созыва (в дальнейшем — Верховной рады Украины I созыва) от Днепровского избирательного округа № 85 Днепропетровской области, набрал 51,37 % голосов среди 3 кандидатов. В парламенте  был членом комиссии по вопросам государственного суверенитета, межреспубликанских и межнациональных отношений. Депутатские полномочия истекли 10 мая 1994 года.
С 1994 года был директором по строительству и реконструкции Днепродзержинского производственного объединения «Азот».
Женат, имеет двоих детей.